# Kinbergonuphis gorgonensis
Kinbergonuphis gorgonensis är en ringmaskart som först beskrevs av Monro 1933.  Kinbergonuphis gorgonensis ingår i släktet Kinbergonuphis och familjen Onuphidae. Inga underarter finns listade i Catalogue of Life.